# Конфликт в Кодорском ущелье (2001)
Конфли́кт в Кодо́рском уще́лье (2001) (груз. კოდორის კრიზისი) — нападение грузинского полувоенного формирования «Монадире» под командованием представителя президента Грузии в Кодорском ущелье Эмзара Квициани, при поддержке чеченского отряда полевого командира Руслана Гелаева, на вооружённые формирования непризнанной Абхазии.

## Столкновения
Первые столкновения произошли ещё в июле 2001 года при попытке отряда «Монадире» провести разведку боем. 17—18 июля боевики выдвинулись из верхней части Кодорского ущелья, находившейся под их контролем, и прошли на 70 км вглубь территории Абхазии, после чего были вынуждены отступить, понеся потери.
25 сентября боевики и грузинские формирования общей численностью около 450—500 человек попытались захватить Гулрыпшский район Абхазии. 4 октября боевики напали на деревню Георгиевское. 8 октября над Кодором был сбит вертолёт с наблюдателями из состава МООННГ, при этом погибло девять человек. Министр иностранных дел РФ И. С. Иванов: «Вчера в этой связи секретариат ООН созвал экстренное совещание, на котором было констатировано, что вертолет был сбит, я цитирую: „чеченско-грузинскими бандитами“, — цитата закончена. Становится абсолютно очевидным, что либо грузинское руководство не контролирует ситуацию на своей собственной территории, либо манипулирует террористами в своих собственных целях».
9 октября президент Абхазии Владислав Ардзинба объявил всеобщую мобилизацию резервистов. В этот же день абхазская сторона заявила о том, что абхазские позиции подверглись атаке двух бомбардировщиков без опознавательных знаков. 10 октября абхазы взяли под контроль район горы Сахарная Голова, где за 2 дня до этого был сбит вертолёт миссии ООН. Это позволило эвакуировать останки сотрудников миссии, лётчика и переводчицы, погибших при крушении.
К середине октября отряды боевиков были разгромлены и были вынуждены отступить на прежние позиции. 18 октября министерство обороны Абхазии заявило, что их силы восстановили полный контроль над Кодорским ущельем. В результате ответных действий абхазской армии, возможно, был ранен командир боевиков Руслан Гелаев.
Официальный Тбилиси отверг свою причастность к этой антиабхазской акции, оставив без ответа закономерные вопросы о том, каким образом Гелаев со своим отрядом, техникой и боеприпасами сумел незаметно перебраться из Панкисского ущелья в восточной части Грузии на запад, в Абхазию, ведь для этого понадобилось преодолеть примерно 400 км пути, затем проделать обратный путь, причём вместе с ранеными, и почему Грузия не противодействовала боевикам, а напротив, её официальный представитель участвовал в совместной военной операции с ними. По этому поводу глава СГБ Абхазии Рауль Хаджимба в интервью газете «Утро» предположил, что, скорее всего, в планы Грузии входило дождаться установления контроля чеченских боевиков над Сухуми, а затем под предлогом войны с терроризмом провести якобы антитеррористическую операцию против них, попутно захватив Абхазию. Связь грузинского руководства с Гелаевым косвенно подтверждает позиция президента Грузии Эдуарда Шеварднадзе, ранее обвинявшего боевиков Гелаева в «геноциде» грузин в 1992—1993, а затем, после неудавшегося рейда в Абхазию, неожиданно сделавшего заявления на предмет возможной непричастности Гелаева к боевикам. Такие заявления, прозвучавшие 8 ноября 2001, вынудили Генпрокуратуру России уже на следующий день направить Грузии требование о выдаче Гелаева.

## Последовавшие события
После событий 2001 года в Кодорском ущелье абхазская сторона отказалась от дальнейшего участия в работе Координационного совета грузинской и абхазской сторон, созданного в ноябре 1997 года в рамках Женевского переговорного процесса.
17 января 2002 года на встрече грузинской и абхазской сторон по вопросам стабилизации в зоне конфликта было достигнуто соглашение по следующим вопросам:
- с 1 февраля 2002 года в Кодорском ущелье будет организовано регулярное патрулирование миротворческих сил и международных наблюдателей на основе гарантий безопасности с обеих сторон.
- одновременно с этим грузинская сторона начнёт отвод своих войск из Кодорского ущелья.
- одновременно с началом процесса отвода войск военные наблюдатели ООН совместно с представителями абхазской стороны проведут инспекцию района города Ткварчели и нижней части Кодорского ущелья на предмет наличия тяжёлой военной техники. В случае её обнаружения абхазская сторона отведёт её.
- абхазская сторона обязуется не вводить свои вооружённые формирования на территорию Кодорского ущелья, начиная от 107 поста КСПМ[20] СНГ, а также не применять силы в отношении мирного населения Кодорского ущелья, включая воздушные бомбардировки[21].

29 марта 2002 года на встрече грузинской и абхазской сторон было достигнуто соглашение по следующим вопросам:
- до 10 апреля 2002 г. грузинские войска будут выведены из Кодорского ущелья, а абхазская сторона выведет всё тяжёлое вооружение и артиллерийские установки из Кодорского ущелья и района Ткварчели. Вывод будет осуществляться под наблюдением и контролем МООННГ и КСПМ СНГ.
- Начиная с 10 апреля 2002 г. МООННГ и КСПМ СНГ приступят к регулярному патрулированию верхней и нижней частей Кодорского ущелья и района Ткварчели, которые соответственно находятся под контролем грузинской и абхазской сторон. Совместное патрулирование в верхней и нижней частях Кодорского ущелья будет проводиться не реже одного раза в неделю[22].

В июне 2003 года в Кодорском ущелье были похищены несколько сотрудников миссии ООН, после чего патрулирование было приостановлено вплоть до начала 2006 года.
5 августа 2004 года Валерий Чхетиани, один из грузинских бойцов, захваченных абхазскими силами, перенёс инсульт во время прогулки и был доставлен в больницу, где он умер спустя два дня, 7 августа. Чхетиани, житель Кутаиси и 1973 года рождения, был осуждён к тюремному заключению на 15 лет.
29 июля 2006 года Март Лаар, бывший премьер-министр Эстонии, а затем советник президента Грузии, заявил, что Кодорский конфликт был спровоцирован Россией. Лаар также предупредил, что будущие провокации Грузии со стороны России ожидаются, но Грузия подготовилась к тому, чтобы преодолеть любые вызовы, которые ставит Россия.
30 апреля 2008 года Россия обвинила Грузию в размещении 1500 военнослужащих в Кодорском ущелье в рамках подготовки к вторжению в Абхазию. Россия отреагировала на развертывание войск в регионе усилением миротворческого контингента, что ещё более усилило напряжённость между Россией и Грузией. Грузия отрицала, что планирует вернуть Абхазию, где в соответствии с соглашением 1994 года, насчитывалось более 1000 российских миротворцев.  Эти силы впоследствии приняли участие в войне в 2008 году.